# Chalybion laevigatum
Chalybion laevigatum är en biart som först beskrevs av Franz Friedrich Kohl 1888.
Chalybion laevigatum ingår i släktet Chalybion och familjen grävsteklar. Inga underarter finns listade i Catalogue of Life.